# سیارک ۱۳۳۲۵
سیارک ۱۳۳۲۵ (به انگلیسی: 13325 Valerienataf، نامگذاری:1998SV14) سیزده هزار و سیصد و بیست و پنجمین سیارک کشف شده‌است که در ۱۸ سپتامبر ۱۹۹۸ کشف شد.
قدر مطلق سیارک برابر ۲۲.۴ است.